# Anomala nerissa
Anomala nerissa är en skalbaggsart som beskrevs av Ohaus 1930. Anomala nerissa ingår i släktet Anomala och familjen Rutelidae. Inga underarter finns listade i Catalogue of Life.